# Родник Хан кызы
Родник Хан кызы или Хан кызы Булагы (азерб. Xan qızı bulağı) — источник XIX века в городе Шуша, Азербайджан. Родник проведен на средства дочери последнего Карабахского хана Мехтигули-хана, азербайджанской поэтессы Хуршидбану Натаван. 
После оккупации Шуши 8 мая 1992 года родник находился в запущенном состоянии. В результате вода источника иссякла, и он пришёл в запустение.
Постановлением № 132 Кабинета Министров Азербайджанской Республики от 2 августа 2001 года источник включён в список недвижимых памятников истории и культуры местного значения.
В 2020 году, после освобождения Шуши во время Второй карабахской войны, родник был отремонтирован и возвращён в пользование людям.

## Галерея

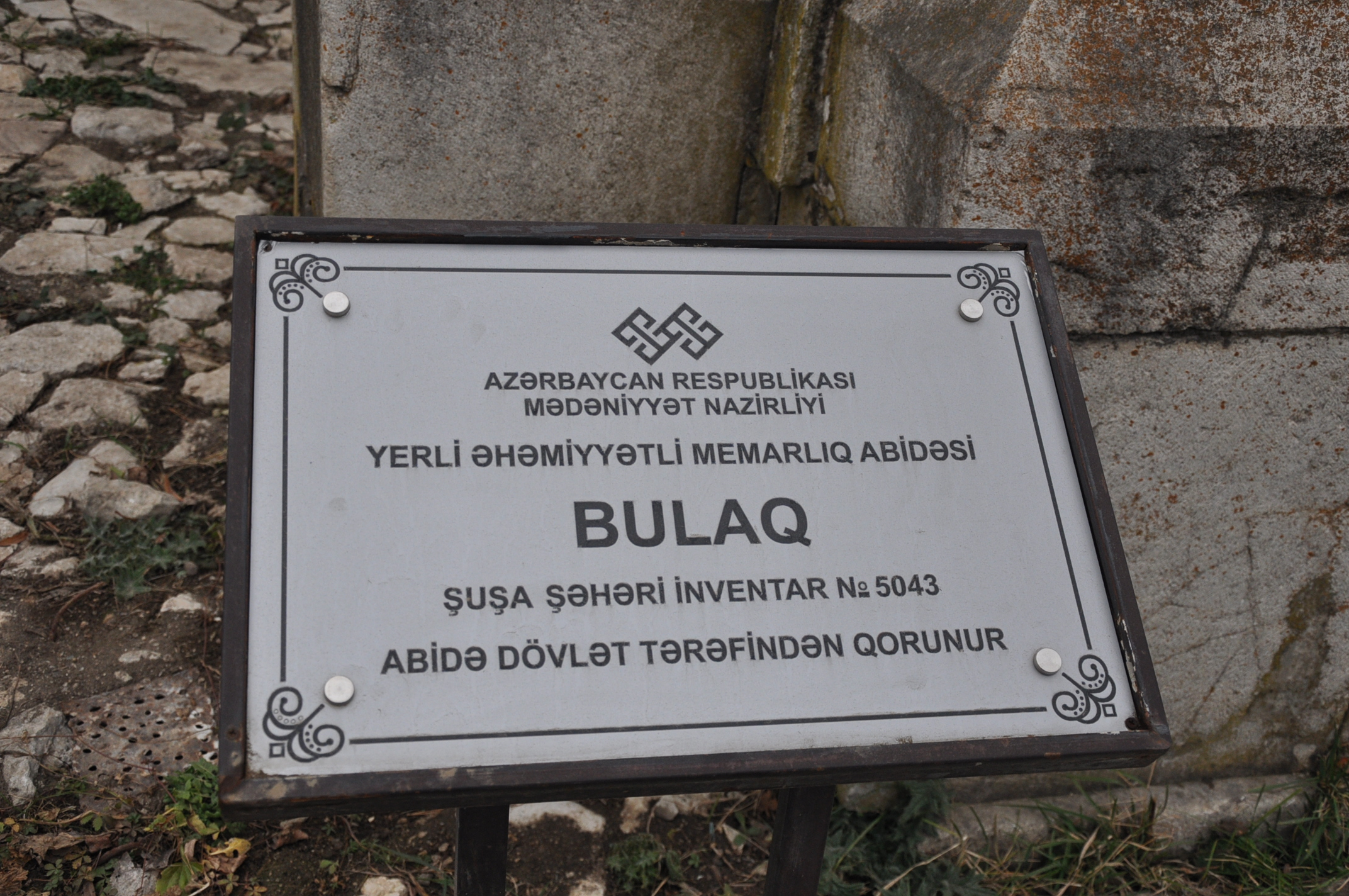
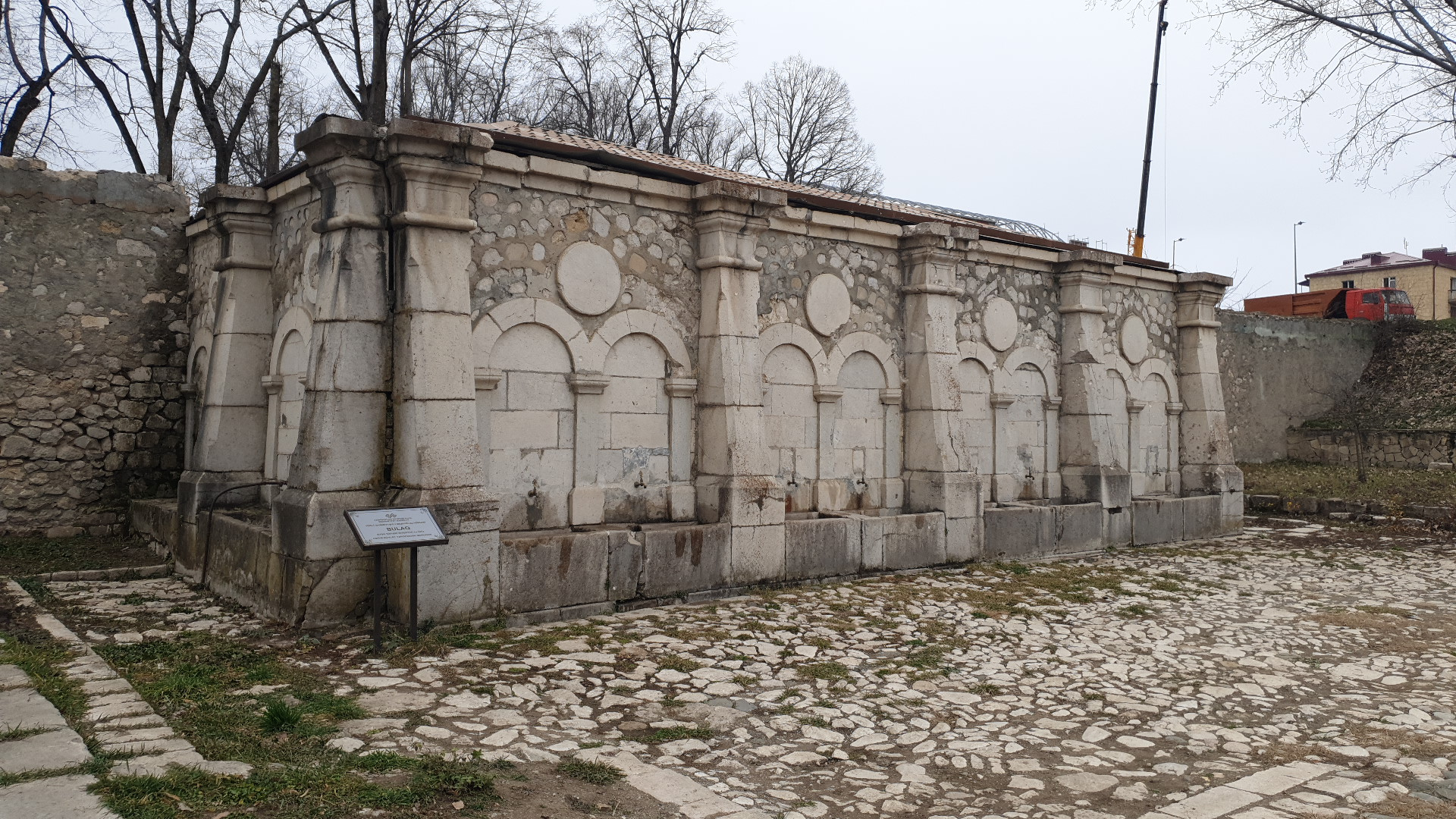
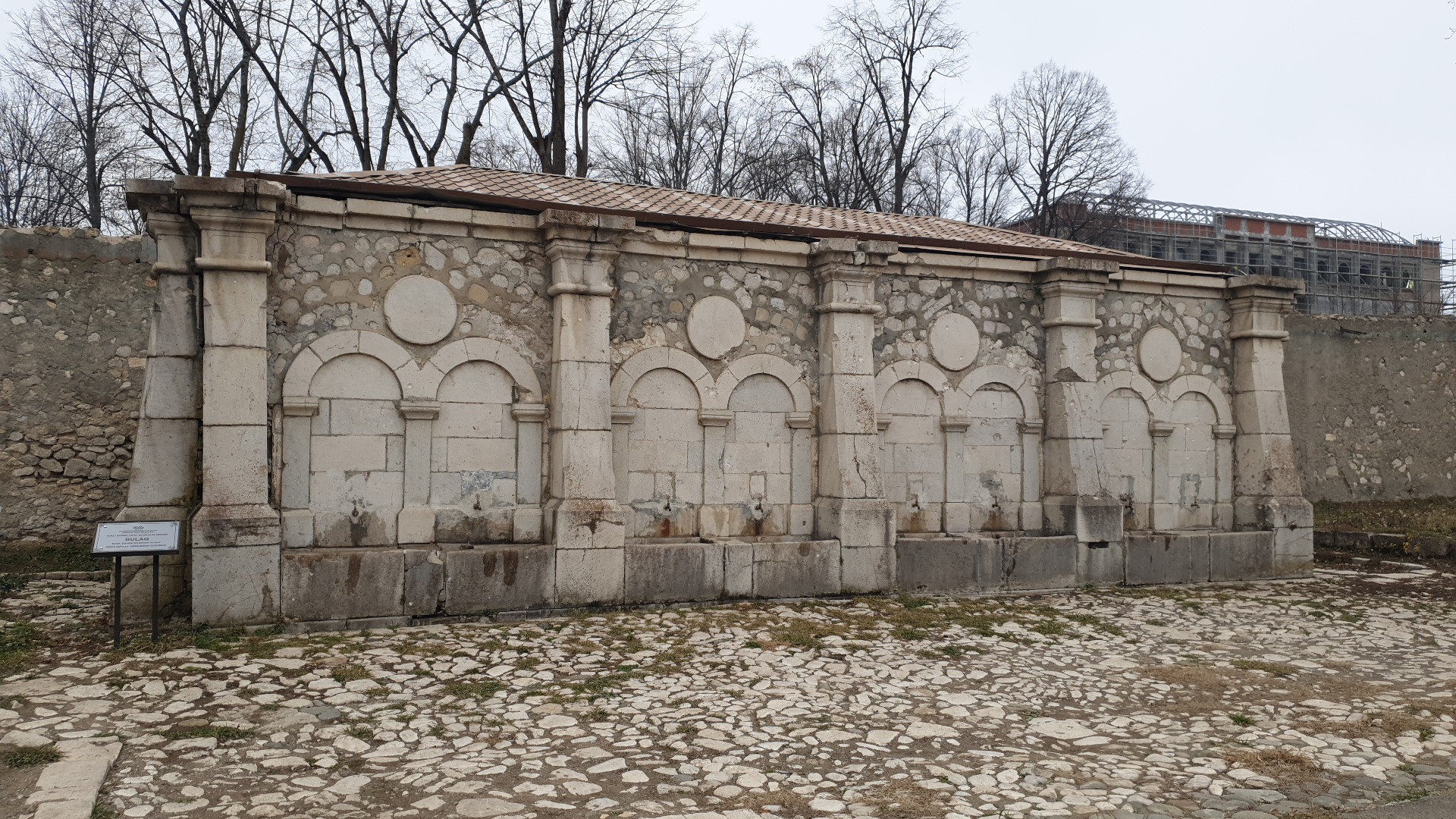
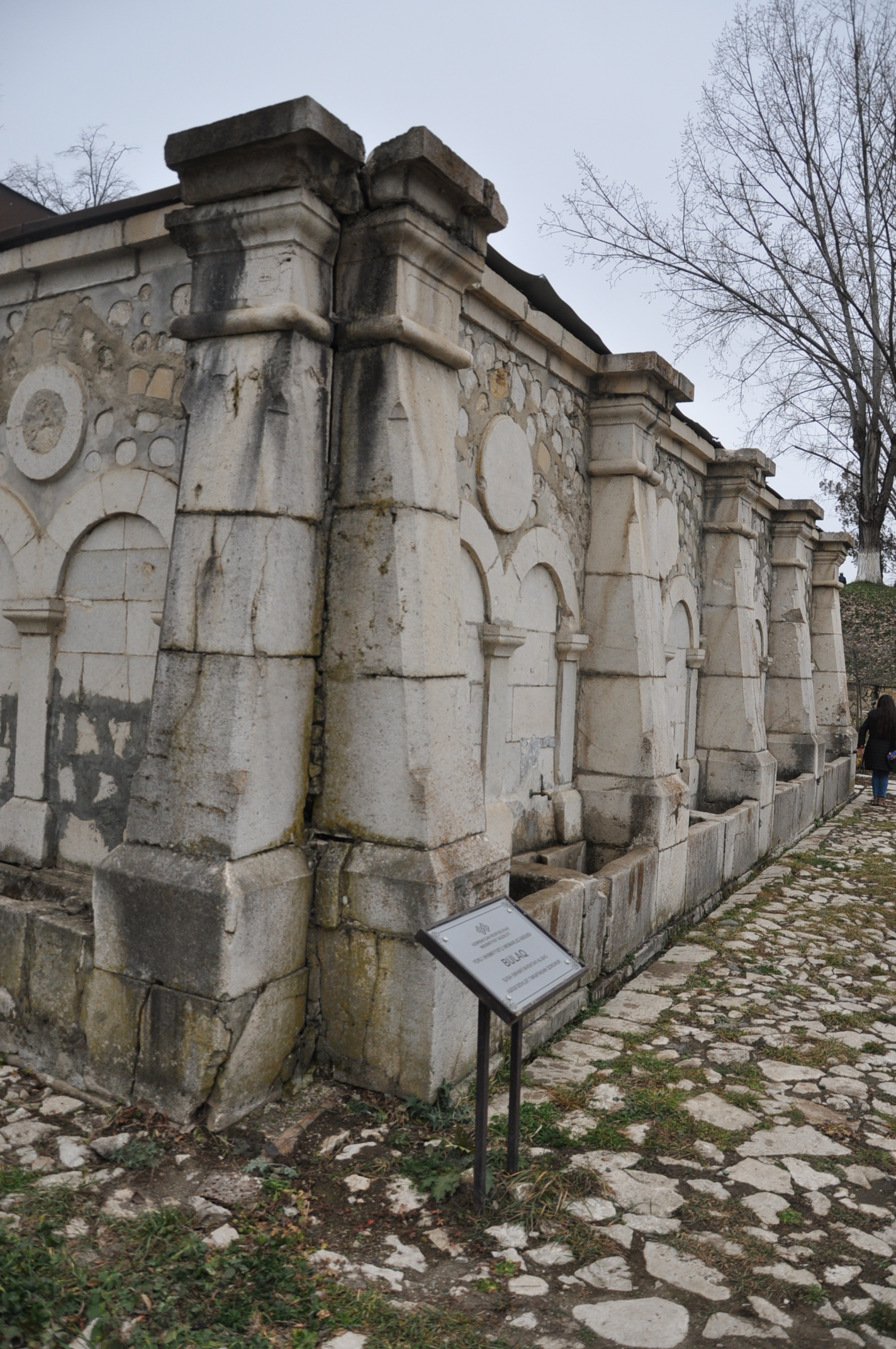
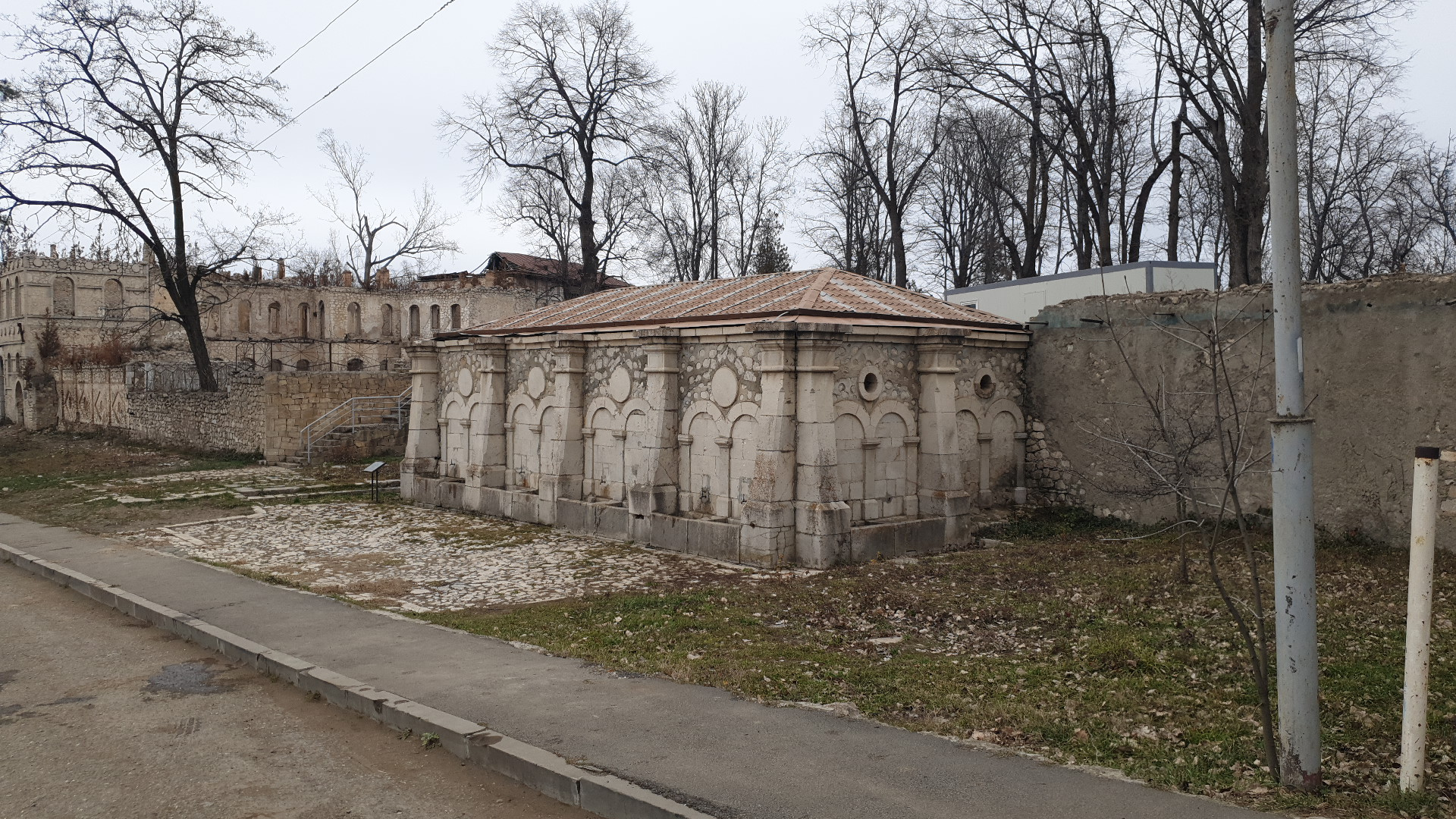

## Описание
Среди архитектурных памятников Шуши особое место занимают её источники. Изначально в Шуше композиция квартальной площади с родником не получила широкого распространения. Уже с 30-х годов XIX века было отмечено наличие водопровода в Шуше. Однако качество воды было неудовлетворительным. По итогу 
«...из гор Халифалинской дачи, находящейся в 7 верстах от Шуши, в 1871 году дочь последнего владетеля Карабаха генерал-майора Кули-хана Хуршудбану-Бегум провела в город воду»
.
Таким образом, в 1871 году по инициативе дочери последнего Карабахского хана Мехтигули-хана Хуршидбану Натаван, в целях обеспечения населения питьевой водой был проведен водопровод от горы Сарыбаба до Шуши. Поскольку этот акведук был построен из глиняных труб, вода в нем была прохладной. Позже глиняные трубы были заменены бронзовыми трубами.
Родник Хан кызы расположен на территории дворцового комплекса Хуршидбану Натаван. Родник построен из белых мраморных плит и состоял из 12 ячеек и 8-угольного бассейна.
В результате Первой карабахской войны в мае 1992 года Хан кызы Булагы перешёл под контроль непризнанной Нагорно-Карабахской Республики. В этот период вода в роднике иссякла. В ноябре 2020 года в результате Второй карабахской войны Азербайджан вернул контроль над городом.
Родник входит в список охраняемых государством памятников истории и культуры Азербайджана. Распоряжением Кабинета министров Азербайджанской Республики от 2 августа 2001 года мечеть взят под охрану государства как архитектурный памятник истории и культуры национального значения.
15 июня 2021 года Президент Азербайджанской Республики Ильхам Алиев, первая леди Мехрибан Алиева и Президент Турецкой Республики Реджеп Тайип Эрдоган, первая леди Эмине Эрдоган во время официального посещения Шуши побывали на роднике Хан кызы.

## Строительство родника
Хуршидбану Натаван берется за строительство одного из источников . В 1871 году она построила водопровод от подножия горы Сарыбаба до Шуши, в семи километрах от города, чтобы обеспечить население питьевой водой. Строительство пояса длилось 1 год и 6 месяцев и было успешно завершено 18 августа 1873 года. Пять тысяч человек собираются, чтобы принять участие в церемонии открытия источника. На строительство источника Хуршидбану Натаван тратит 100 000 манатов золота . Помимо денег, она пожертвовал 180 овец и 20 комплектов дорогих халатов тем, кто принимал участие в черпании воды . Поэт и художник Мир Мохсен Наваб написал материал-историю о рисовании воды и высоко оценил хорошую работу Хуршидбану Бейим .
Вода была прохладной, потому что акведук был проложен земляными трубами. Позже керамические трубы были заменены бронзовыми. Для того, чтобы подарить людям эту воду, в районе дворцового комплекса Хуршидбану Натаван в микрорайоне Челгала строится источник Хан Гызы. Источник изготовлен из белого мрамора и состоит из 12 глазков и 8 угловых чаш.
После оккупации Шуши 8 мая 1992 года родник находился в запущенном состоянии. В результате вода источника высохла, и он пришел в запустение.
Родник был включен в список недвижимых памятников истории и культуры местного значения решением № 132 Кабинета Министров Азербайджанской Республики от 2 августа 2001 года.
В 2020 году, после освобождения Шуши во время Второй карабахской войны, родник был отремонтирован и возвращен в пользование людям.